# Marc Venten

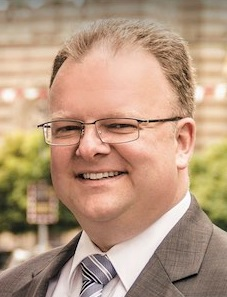
Wahlplakat 2015 (Ausschnitt)

Marc Venten (* 27. Juli 1978 in Mönchengladbach) ist ein deutscher Jurist und Kommunalpolitiker der CDU. Seit 2015 ist er hauptamtlicher Bürgermeister der Stadt Korschenbroich.

## Leben
Venten wuchs in Korschenbroich auf, wo er die Grundschule St. Andreas besuchte. Danach wechselte er zur städtischen Realschule in Kleinenbroich und nach der Mittleren Reife an die Bischöfliche Marienschule Mönchengladbach, wo er 1998 sein Abitur ablegte. Nach dem Zivildienst begann er 1999 an der Heinrich-Heine-Universität Düsseldorf das Studium der Rechtswissenschaften, das er im Jahre 2004 mit dem ersten juristischen Staatsexamen abschloss. Im Jahre 2005 trat er sein Referendariat im Dienste des Landes NRW am Landgericht Düsseldorf an. 2007 absolvierte er sein zweites juristisches Staatsexamen vor dem Landesjustizprüfungsamt NRW.
Venten war von 2007 bis 2013 in einer Rechtsanwaltssozietät in Mönchengladbach tätig. Seit Anfang des Jahres 2013 war er als Rechtsanwalt in der Sozietät Rechtsanwälte Segbert & Sariyar GbR in Korschenbroich tätig. Hier beschäftigte er sich unter anderem mit dem NSU-Prozess, da die Sozietät viele der Nebenankläger vertrat.
Seit dem 21. Oktober 2015 ist Marc Venten Bürgermeister der Stadt Korschenbroich. Im Zuge dessen legte er seine Arbeit bei der Sozietät nieder. Bei der Bürgermeisterwahl 2015 erhielt er als Fraktionsvorsitzender der CDU Korschenbroich in der Stichwahl gegen Albert Richter (SPD) 62,73 % der abgegebenen Stimmen (Richter: 37,27 %). Im Jahr 2020 erzielte er 64,71 %; seine Gegenkandidaten waren Monika Stevens (SPD; 23,82 %) und Thomas Weinmann (Die Partei; 11,47 %).
Er wohnt mit seiner Ehefrau und drei Kindern in der Siedlung Trietenbroich. 